# 温莎车站
温莎车站（法語：Gare Windsor）是加拿大魁北克省蒙特利尔的一座历史建筑，原为加拿大太平洋铁路的火车站及公司总部（1889-1996年）。

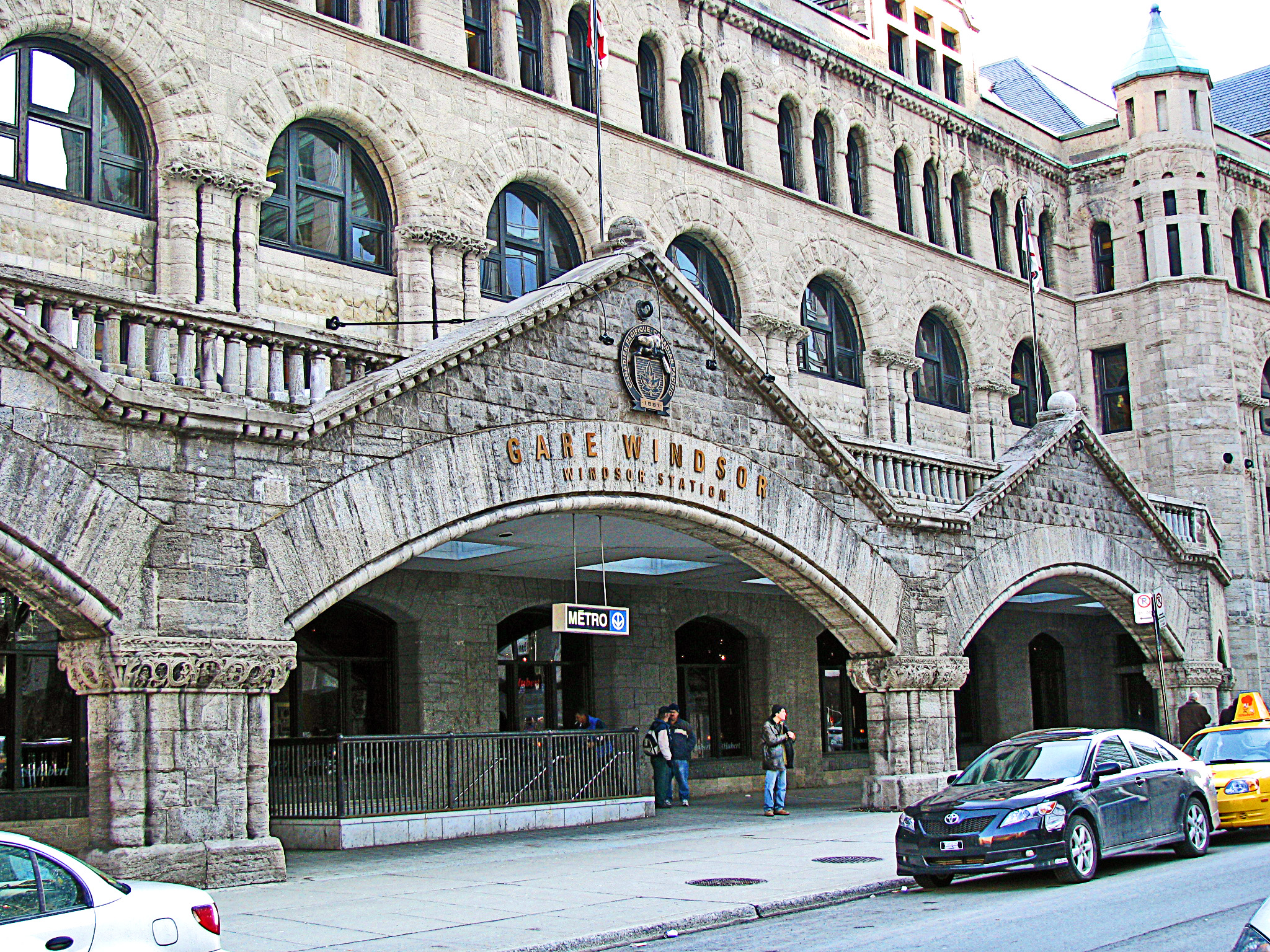
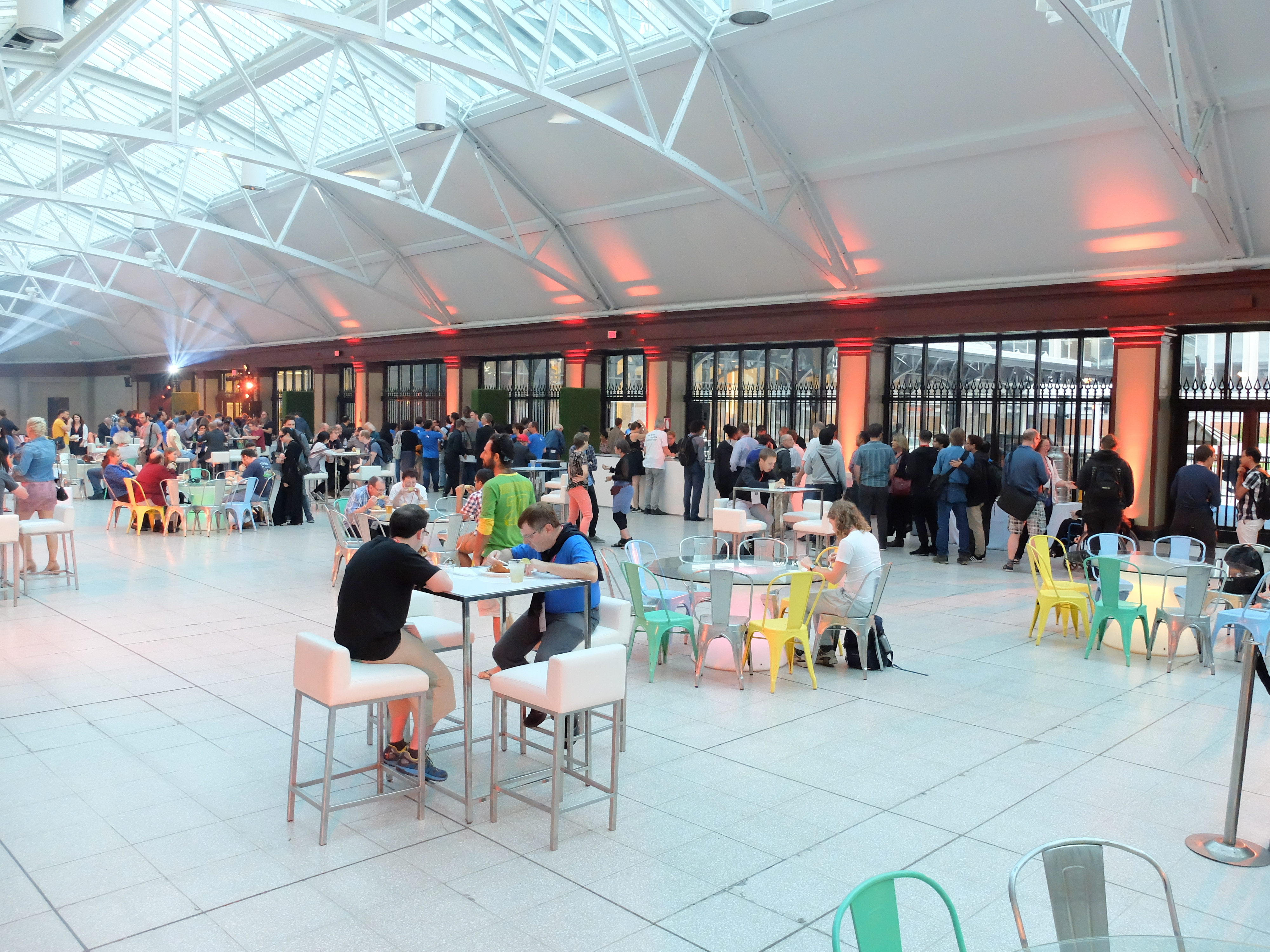
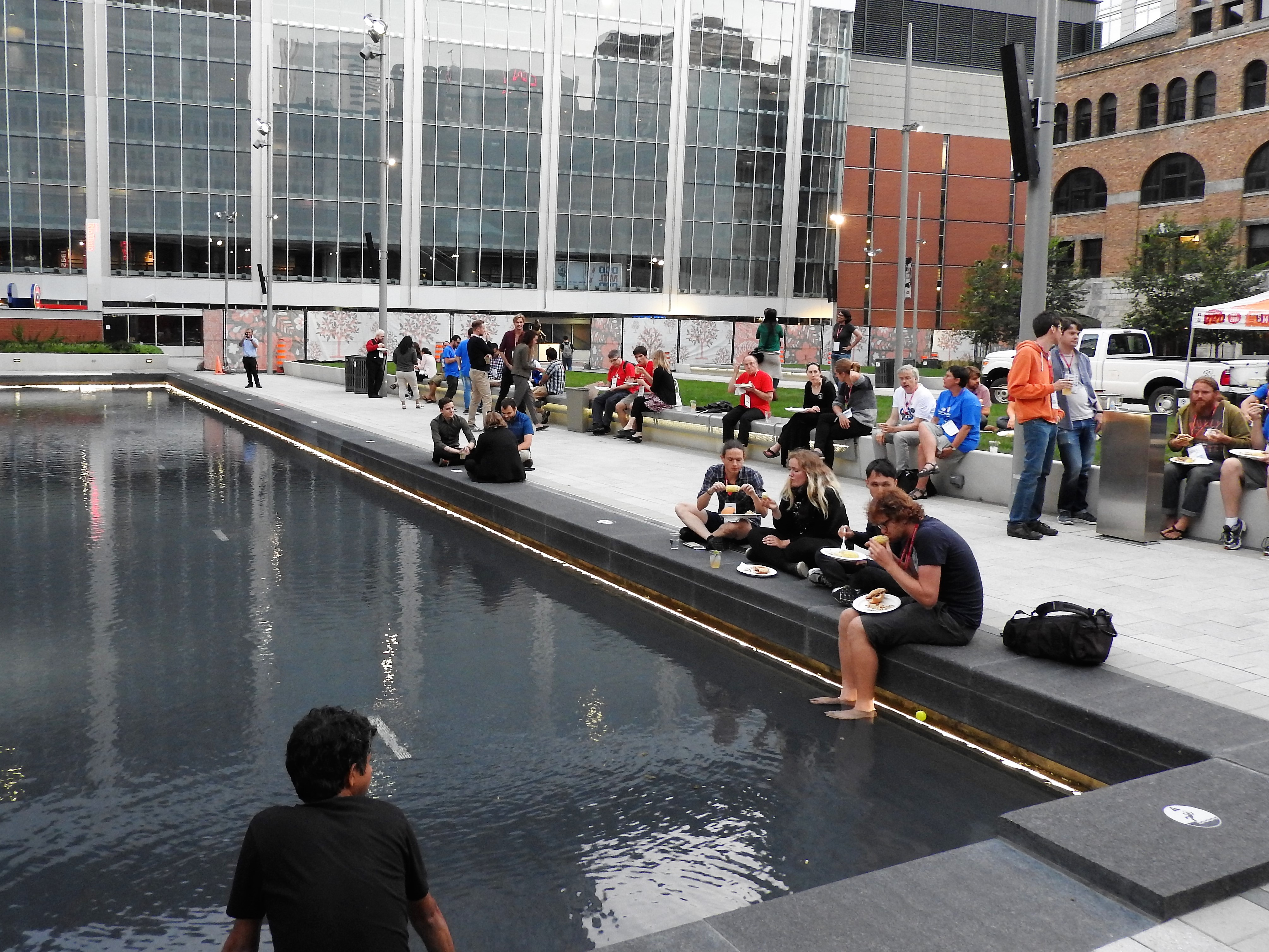